# Parameta jugularis
Parameta jugularis är en spindelart som beskrevs av Simon 1895. Parameta jugularis ingår i släktet Parameta och familjen käkspindlar.
Artens utbredningsområde är Sierra Leone. Inga underarter finns listade i Catalogue of Life.